# شارات ساکسنا
شارات ساکسنا (به انگلیسی: Sharat Saxena) بازیگر هندی است. عمده شهرت وی به خاطر بازی در نقش‌های منفی و اکشن است. او برای بازی در فیلم غلام در سال ۱۹۹۸ نامزد دریافت جایزه فیلم فیر برای بهترین شرور شد.

## فیلم‌شناسی
فهرست برخی از فیلم‌هایی که شارات ساکسنا در آنها به ایفای نقش پرداخته‌است:
- فنا
- آماده
- فراموشی
- خوشی
- کریش
- هرج و مرج برمی‌گردد
- برادر باجرانگی
- بانجاران
- اجنبی
- یک رابطه:زنجیرعشق
- انسان
- دویدن در پیرامون
- کلک در کلک
- غلام
- بازیکن
- آشانت
- ضربه چپ و راست
- دل همچنان هندوستانی است
- همشکل
- زهر دار
- خون
- افسر پلیس
- تضاد
- وای! زندگی یعنی این!
- آغاز
- سرباز
- فقط یک راه
- گونداراج
- زخم
- عاشق آواره
- پاسخ
- یک دنده
- متفاوت
- برای عشق کاری خواهد کرد
- گلوله راجا
- بابل
- پروانه
- مسیر آتش
- آقای بزرگ آقای کوچک
- جهان
- توپ آتش
- سه‌گانگی
- عظمت
- راز: حقیقت پنهان
- بی‌نام
- باران
- لبخند زیبای تو
- مجرم
- اجی
- جنگ
- تو را ندیدم
- بازی با آتش
- رابطه
- شهرت
- سینگام ۳
- بمبئی اکسپرس
- اس.پی. پاراسورام
- نانه جایسالمر
- کسی که باید عاشقش باشم
- حاصل
- شادی
- شلیک با چشم
- فرزند پسر باید اینطور باشد
- ۲۰۰۱
- آخرین دادگاه
- دین من
- ضد
- شهزاده
- من انتقام خواهم گرفت
- وظیفه و قانون
- باغبان
- عصر جدید
- سیاحت
- سوداگران
- بولدوزر طلا
- اعتبار
- شیرزن
- احتیاط
- شوهر باهوش
- تله
- جرم
- قسم به مادرم
- ماشین
- قول می‌دهم
- اثرات جانبی عشق
- اوباش امروز راجا
- علی‌‌بابا مارجینا
- مرد پولدار مرد فقیر
- سوت بزن
- بی‌پناه
- عالی جدید و شگفت‌انگیز
- جنون
- من دیوانه‌ام
- دیوانه اسم توست
- خانه و خارج